# Reflektionsnebulosa

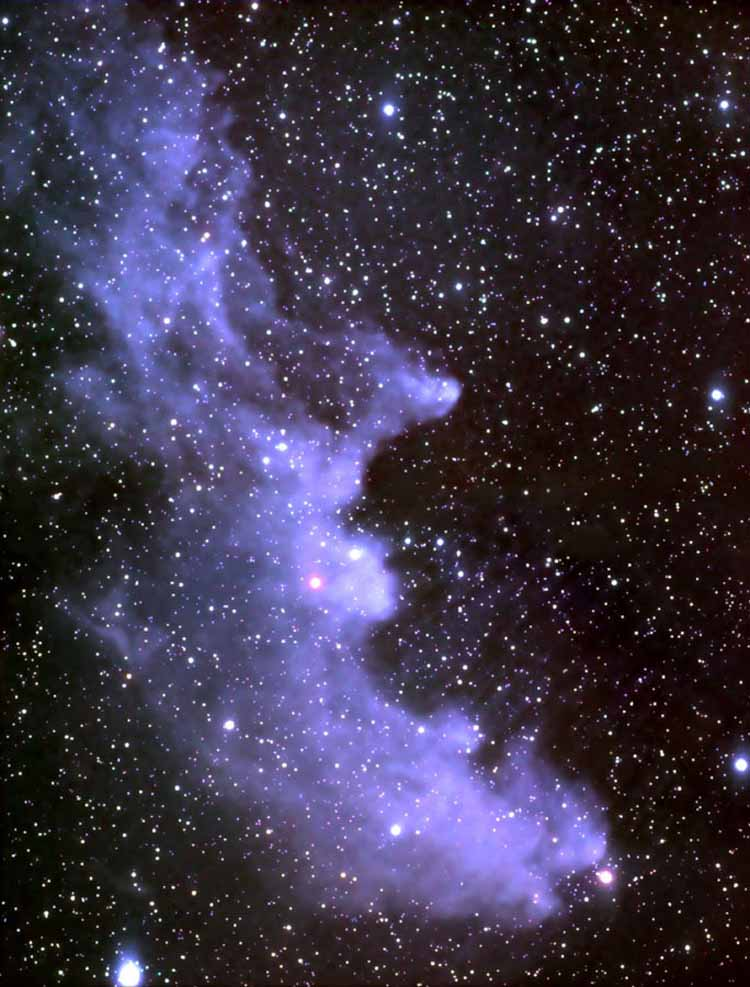
Häxhuvudnebulosan (IC 2118), ca 1 000 ljusår från jorden i stjärnbilden Orion. Nebulosan lyser främst genom ljus reflekterat från Rigel, som ligger precis utanför bildens övre högra hörn. Fint rymdstoft reflekterar ljuset. Det blå skenet skapas inte bara av Rigels blå färg utan också av att stoftet reflekterar blå färger mer effektivt än röda.

En reflektionsnebulosa är en nebulosa som inte ger ifrån sig eget ljus, utan lyser genom att den reflekterar ljuset från en eller flera stjärnor i närheten.
Omkring 500 reflektionsnebulosor är kända, exempelvis reflektionsnebulosorna som omger Plejaderna och den blå reflektionsnebulosan vid Trifidnebulosan.